# Gedser-Rostockförbindelsen
Gedser-Rostockförbindelsen är en möjlig fast förbindelse mellan Gedser på Falster i Danmark och Rostock i den tyska delstaten Mecklenburg-Vorpommern. Förbindelsen har föreslagits som ett alternativ till den nu beslutade Fehmarn Bält-förbindelsen, för att förbättra kommunikationerna mellan Öresundsregionen och Centraleuropa.
Förbindelsen skulle förverkligas som bro eller tunnel, och vara cirka 40-45 km lång. Det skulle bli världens längsta bro, och världens enda bro över öppet hav snarare än ett sund. Om förbindelsen byggdes som tunnel skulle det vara den längsta tunnelsträckningen under vatten, medan både Seikantunneln och Kanaltunneln har längre total längd.

## Fördelar
Huvudargumentet för Gedser-Rostockförbindelsen är att den ger Köpenhamn och Öresundsregionen bättre kontakt med Berlin och tillväxtområden i Central- och Östeuropa, särskilt Polen. Jämfört med Fehmarn Bält-förbindelsen ger förbindelsen 130 km kortare väg mellan Köpenhamn och Berlin, 160 km kortare väg mellan Köpenhamn och München, och 230 km kortare väg mellan Köpenhamn och Polen.
Fehmarn Bält-förbindelsen kommer att styra både väg- och järnvägstrafik via Hamburg, som redan har stora problem med trafikstockningar. Från Rostock finns å andra sidan flera kopplingar i många riktningar.
Per Homann Jespersen, trafikforskare vid Roskilde Universitet beskriver idén så här: "En fast förbindelse över Östersjön mellan Danmark och Tyskland skulle vara mycket enklare, eftersom den passerar Gedser Rev. En stor del skulle kunna byggas som lågbro. Hamburg är en ökänd flaskhals för väg- och järnvägstrafik. Därför är en östersjöförbindelse mellan Rostock-Warnemünde och Gedser bättre".

## Nackdelar
Nackdelen med Gedser-Rostockförbindelsen är att det ger en 65 km längre sträcka mellan Köpenhamn och Hamburg. Dessutom anses trafikunderlaget vara mindre än vid Fehmarn Bält. Idag går cirka 10 dagliga färjeturer per riktning mellan Gedser och Rostock, jämfört med över 30 över Fehmarn Bält.

## Politik
Mads Lidegaard från Radikale Venstre och Walter Christopherson från Dansk Folkeparti föreslog 3 juni 2007 att den danska regeringen skulle stödja en Gedser-Rostockförbindelse hellre än en förbindelse över Fehmarn Bält. De fick stöd av Christoph Stroschein, sakkunnig på det tyska transportministeriet.
Transportministern Flemming Hansen avfärdade idén 4 juni 2007, eftersom han trodde att det skulle fördröja bygget i tio år. Socialdemokraternes talesman Magnus Heunicke som är regeringens avtalspart i frågan, såg också förslaget som ett "försök att lägga krokben för projektet i sista minuten", men sa också: "Men det är klart att om tyskarna säger att de inte vill vara med - men vill ha något annat - så måste vi naturligtvis lyssna.

## Sträckning
Gedser-Rostockförbindelsen skulle vara 40-45 km lång, vilket är betydligt mer än de 19 km över Fehmarn Bält. Eftersom vattendjupet är mindre mellan Gedser och Rostock, har det hävdats att förbindelsen endast skulle bli något dyrare, trots att den blir dubbelt så lång. Gedser Rev sträcker sig 15 km åt sydost från Falsters sydspets. Här är djupet mindre än 10 meter hel vägen.
Några möjliga landfästen på den tyska sidan är Warnemünde väster om Rostock, Graal-Müritz öster om Rostock eller halvön Darss nordost om Rostock.

### Anslutningar, väg
På den danska sidan ansluter förbindelsen till E55, där de 35 km från E47 till Gedser saknar motorvägsstandard. Det finns planer på en förbifart vid Nykøbing Falster, eftersom trafiken har ökat kraftigt efter under senaste åren. 
På den tyska sidan ansluter förbindelsen till motorvägen A19/E55, som går från Rostock Überseehafen söderut till Berlin. Motorvägen A20/E22, som avslutades 2005, ger en anslutning västerut till Hamburg och österut till Szczecin och Polen. Man planerar att förlänga A14 från Schwerin till Magdeburg, och det kommer att ge en länk till Leipzig och södra Tyskland, där man undviker den hårt trafikerade Berliner Ring (A10).

### Anslutningar, järnväg
På den danska sidan renoverades Sydbanen mellan Gedser och Nykøbing Falster under 2006 och 2007, men hastigheten är fortfarande bara 75 km/h på grund av många plankorsningar. 
På den tyska sidan är järnvägen från Warnemünde till Berlin dubbelspårig och elektrifierad. Den uppgraderas för närvarande till 160 km/h. Arbetet förväntas avslutas 2015. Tvärförbindelsen Hamburg-Rostock-Stralsund-Polen uppgraderas också till 160 km/h.

## Förbindelser idag
Mellan Gedser och Rostock Überseehafen går i dagsläget en färjelinje som drivs drivs av Scandlines.
Rostock Überseehafen har direkt koppling till det tyska motorvägsnätverket. Busslinjer mellan Köpenhamn och Berlin drivs av företagen Graahundbus/Berolina och Flixbus. Bussresan mellan Köpenhamn och Berlin tar ca 7 timmar.
Tågtrafiken mellan Köpenhamn och Berlin upphörde 1995 när vägen flyttades från Warnemünde till Rostock Überseehafen. Sedan dess har tågpassagerare mellan Köpenhamn och Berlin fått åka antingen åka via Rödby-Puttgarden och Hamburg eller ta nattåget från Malmö till Berlin.